# Pedralba de la Pradería
Pedralba de la Pradería település Spanyolországban,  Zamora tartományban. Pedralba de la Pradería Requejo községgel határos. Lakosainak száma 195 fő (2024).

## Népesség
A település népessége az utóbbi években az alábbiak szerint változott:
| Lakosok száma | 297  | 280  | 318  | 303  | 300  | 295  | 261  | 237  | 212  | 195  |
|               | 2001 | 2004 | 2007 | 2009 | 2012 | 2014 | 2017 | 2019 | 2022 | 2024 |